# Воєнні злочини в Чернігівській області під час російсько-української війни
Росіяни почали обстрілювати Чернігів 25 лютого і станом на 12 березня продовжують це робити вже понад два тижні. Відбувається цілеспрямоване і планомірне нищення стародавнього міста, історія якого нараховує понад 1300 років. Місто поливають з градів, САУ, артилерії, скидають бомби з літаків. Загинули багато людей. У місті зруйновані кілька шкіл, десятки житлових будинків і багатоповерхівок. Горів центр древнього міста, де розташовані тисячолітні храми, палала нафтобаза з дизельним пальним. Станом на 17 березня місто опинилося на межі гуманітарної катастрофи — вже кілька днів немає тепла, електрики і води, проблеми з наявністю продуктів. Не вистачає продуктів медикаментів, перев'язувальних матеріалів, знеболювальних, антисептиків, хлорки.
27 лютого — російські загарбники обстріляли центр Чернігова — пошкоджень зазнали дитяча й доросла стоматологічні поліклініки, адмінбудівлі та багатоповерхові житлові будинки. Російські окупанти обстріляли житлові райони в Чернігові з ракетних систем залпового вогню «Град».
3 березня внаслідок авіаудару кількома некерованими авіабомбами загинуло загинули 47 мирних мешканців
Російські військові ховають зброю та техніку серед житлових будинків. Як схованку використовують і сільськогосподарські об'єкти.
За висновками Conflict Intelligence Team російська армія могла використовувати запальні бомби ОФЗАБ-500 під час атаки на Чернігів, що є порушенням міжнародної конвенції. Це розцінюється як військовий злочин. Крім того, використання заборонених засобів війни є кримінальним злочином за КК РФ..
10 березня у м. Ніжин внаслідок обстрілу окупантами з «Ураганів» 2 людей загинули, 8 поранено.
У Чернігові вночі 11 березня російські окупанти розбомбили стадіон імені Гагаріна і бібліотеку. Також обстрілів зазнав будинок Музею українських старожитностей Василя Тарновського.
У блокадному Чернігові у самому центрі міста російські окупанти розбомбили готель «Україна».
13 березня внаслідок авіаудару у Чернігові зруйнований 9-поверховий гуртожиток. За попередньою інформацією 7 осіб врятовано. Загинуло 5 осіб, у тому числі 3 дітей.
13 березня у Чернігові після обстрілів російськими військами згорів храм святителя Феодосія Української православної церкви московського патріархату. Людей, які ховалися у підвалі храму від обстрілів, евакуювали.
14 березня обстрілами з важкої артилерії окупанти пошкодили будівлю Національного університету «Чернігівська Політехніка», ринок «Привокзальний», гуртово-роздрібну базу, декілька житлових будинків, насосну станцію КП «Чернігівводоканал», адміністративну будівлю АТ «Чернігівгаз» та чотири транспортні засоби. За попередніми даними загинуло 10 людей.
15 березня селі Мохнатин, що біля Чернігова, російські окупанти розстріляли трьох місцевих підлітків. Двом загиблим по 17 років, одному — 19.
В селі Гайворон, 15 березня, окупанти обстріляли автомобіль з працівниками агрофірми. Один чоловік загинув, троє отримали поранення.
16 березня у Чернігові в одному з мікрорайонів російські окупаційні війська обстріляли людей, які стояли в черзі по хліб. За попередніми даними загинуло 14 людей, десятки було поранено.
У Чернігові за добу 16 березня під російськими обстрілами загинули 53 людини.
20 березня У Чернігові було обстріляно машину, яка розвозила воду. Двоє людей загинуло і ще декілька травмовані.
1 квітня російські військовослужбовці під час відходу розстріляли трьох жителів Ніжинського району.
30 березня поблизу Чернігова загарбники обстріляли 5 волонтерських евакуаційних автобусів. Одна волонтерка загинула, четверо отримали важкі поранення.
1 квітня під час обстрілу російський снаряд влучив в Чернігівський обласний центр сучасної онкології. Уламкові поранення отримали двоє співробітників, ще одна людина контужена.
«На моїх очах вбили доньку, а потім мене місяць тримали у підвалі» ― окупанти розстріляли авто родини, яка намагалася виїхати з Чернігова.
В селах Лукашівка та Іванівка, які розташовані біля кордонів Чернігова, російські військові знущалися над тваринами. Фермер нарахував 110 убитих туш дорослих корів та телят. Окупанти застрелили навіть тільну корову, яка вже почала народжувати. Сільськогосподарську техніку у селах вони знищили і розграбували. Крім цього, військові РФ вбили 12 мирних жителів. Їх знаходили навіть у храмі, де російські загарбники влаштували штаб.
У селах Ягідне та Лукашівка на Чернігівщині знаходять тіла розстріляних людей ― ДСНС.
Російські нацисти вбили жителя Чернігівщини Юрія Мустипана, який передавав ЗСУ координати ворожих позицій.
Росіяни вночі 12 травня 2022 року нанесли авіаудар по Новгород-Сіверському Чернігівської області, внаслідок чого троє людей загинули, 19 поранені. 
У результаті російського авіаудару по селищу Десна у Чернігівській області вранці 17 травня 8 людей загинули та 12 отримали поранення. Пізніше було встановлено, що кількість загиблих внаслідок авіаудару по Десні зросла до 11 чоловік. 
Після авіаудару по селищу Десна в Чернігівській області, завданого російською армією тиждень тому, 17 травня, під уламками знайшли тіла 87 загиблих. 
25 травня з боку російського населеного пункту Любачене розпочався обстріл прикордонної території Новгород-Сіверського району Чернігівщини. Протягом 45 хвилин ворог гатив зі ствольної артилерії та мінометів калібру 120 мм, коригуючи вогонь за допомогою дронів.
Нацполом та ДБР станом на 8 червня 2022 року встановив вже 9 військовослужбовців збройних сил РФ, причетних до звірств в Ягідному. Вони влаштували підвал смерті в Ягідному на Чернігівщині. Окупанти зігнали і утримували в підвалі 300 місцевих мешканців. Окупантам повідомлено про підозру у порушенні законів та звичаїв війни, поєднаному з умисним вбивством. 
На Чернігівщині навесні 2022 року росіяни вбили трьох юнаків, які просто йшли вулицею.
Російські нацисти чинили жахливі злочини на території Іванівської громади у Чернігівській області.
Росія 19 серпня 2023 року завдала ракетного удару по драмтеатру в центрі Чернігова. Загинуло 7 людей і поранено 117 людей.  Від цього ракетного удару зазнали руйнування будівлі. Пізніше кількість постраждалих зросла до 156 людей.
Росія 17 квітня 2024 року здійснила 3 ракетні удари по об'єктам соціальної інфраструктури.Загинули 17 людей,поранено 61,серед яких четверо дітей.Постраждали 16 будинків включаючи житлові будинки, лікарню та Національний університет «Чернігівська політехніка»..